# Cyrille Monnerais
Cyrille Monnerais (født 24. december 1983) er en fransk tidligere professionel cykelrytter.